# Odynerus geminus
Odynerus geminus är en stekelart som beskrevs av Cresson 1872. Odynerus geminus ingår i släktet lergetingar, och familjen Eumenidae. Inga underarter finns listade i Catalogue of Life.